# Грезля (Коростенський район)
Гре́зля (раніше також Рудня-Грезля, Давидківська Грезля) — село в Україні, у Народицькій територіальній громаді Коростенського району Житомирської області. Чисельність населення становить 60 осіб (2001). До 1939 року — хутір.

## Населення
Наприкінці 19 століття в селі налічувалося 86 мешканців, дворів — 14, у 1906 році — 67 мешканців, дворів — 14, у 1923 році — 123 мешканці, дворів — 21, у 1924 році — 410 осіб (з перевагою населення польської національности), дворів — 37.
Відповідно до результатів перепису населення СРСР, кількість населення станом на 12 січня 1989 року становила 93 особи. Станом на 5 грудня 2001 року, відповідно до перепису населення України, кількість мешканців села становила 60 осіб.

### Мова
Розподіл населення за рідною мовою за даними перепису 2001 року:
| Мова       | Кількість | Відсоток |
| ---------- | --------- | -------- |
| українська | 58        | 96.67 %  |
| румунська  | 1         | 1.67 %   |
| російська  | 1         | 1.66 %   |
| Усього     | 60        | 100 %    |

## Історія
Наприкінці 19 століття — село Христинівської волості Овруцького повіту Волинської губернії. Лежало на річці Грезля.
У 1906 році — Давидківська Грезля, хутір Христинівської волості Овруцького повіту Волинської губернії. Відстань до повітового центру м. Овруч становила 38 верст, до волосного центру с. Христинівка — 12 верст. Поштове відділення — м. Овруч.
У 1923 році — хутір Грезля, включений до складу новоствореної Давидківської (згодом — Радчанська) сільської ради, яка 7 березня 1923 року увійшла до складу новоутвореного Овруцького району Коростенської округи. Розміщувався за 35 верст від районного центру м. Овруч та за 1 версту від центру сільської ради, с. Давидки. 12 січня 1924 року, в складі сільської ради, переданий до Народицького району Коростенської округи. У 1939 році віднесений до категорії сіл. 30 грудня 1962 року, в складі сільської ради, передане до Овруцького району Житомирської області, 8 грудня 1966 року повернуте до складу відновленого Народицького району.
6 серпня 2015 року село увійшло до складу новоутвореної Народицької територіальної громади Народицького району Житомирської області. Від 19 липня 2020 року, разом з громадою, в складі новоствореного Коростенського району Житомирської області.
24 лютого 2022 року село було окуповане російськими військами. Звільнене 3 квітня 2022 року.